# Phyllomyias weedeni
El mosquerito de las Yungas (Phyllomyias weedeni), también denominado mosqueta yungueña o moscareta de Yungas (en Perú), es una especie de ave paseriforme de la familia Tyrannidae perteneciente al género Phyllomyias. Es endémico de los Andes bolivianos y peruanos adyacentes.

## Distribución y hábitat
Se distribuye en los cordillera de los Andes del sureste del Perú (este de Puno) y Bolivia (desde La Paz hasta Cochabamba).
Habita en el dosel de bosques de estribaciones montañosas y montanos de baja altitud, entre 700 y 1200 m. Ha sido observado en mosaicos de plantaciones de café de sombra y fragmentos de bosque remanentes.

## Estado de conservación
El mosquerito de las Yungas ha sido calificado como vulnerable por la Unión Internacional para la Conservación de la Naturaleza (IUCN) debido a que su pequeña población, estimada entre 2500 y 10 000 individuos maduros, se presume estar en decadencia como resultado de la continua pérdida de hábitat. Son necesarias más investigaciones para establecer el tamaño y la tendencia de la población y su habilidad para persistir en mosaicos de plantaciones de café y bosque.

## Sistemática

### Descripción original
La especie P. weedeni fue descrita por primera vez por los ornitólogos alemanes Sebastian Herzog y Michael Kessler y boliviano José A. Balderrama en 2008 bajo el mismo nombre científico; su localidad tipo es: «Cerro Asunta Pata, 60 km este-noreste de Charazani (aproximadamente 15° 03′S, 68° 29′W), Departamento La Paz, Bolivia, altitud 1150 m», el holotipo, una hembra adulta recolectada el 3 de septiembre de 1998, se encuentra depositato en la Colección Boliviana de Fauna bajo el número CAF 3428.

### Etimología
El nombre genérico masculino «Phyllomyias» se compone de las palabras del griego «φύλλον» (phúllon) que significa ‘hoja’, y de la forma neolatina «myias» que significa ‘atrapamoscas’, a su vez derivado del griego  «μυῖα, μυῖας» (muĩa, muĩas) que significa ‘mosca’; y el nombre de la especie «weedeni», conmemora al empresario, filántropo y conservacionista estadounidense Alan Weeden (fl. 2008).

### Taxonomía
Es una especie críptica, anteriormente ignorada o incluida dentro de Phyllomyias fasciatus de quien se piensa sea pariente próxima, y posiblemente podrá encontrarse que esté relacionada con Phyllomyias griseiceps. Es monotípica.